# Trichilogaster pendulae
Trichilogaster pendulae är en stekelart som beskrevs av Mayr 1905. Trichilogaster pendulae ingår i släktet Trichilogaster och familjen puppglanssteklar. Inga underarter finns listade i Catalogue of Life.